# Poznański latarnik
Poznański latarnik – piosenka z tekstem Jadwigi Urbanowicz i muzyką Mieczysława Wojciechowskiego.
Piosenka powstała w końcu lat 50. XX wieku i zwyciężyła w konkursie Głosu Wielkopolskiego na utwór o Poznaniu (nadesłano 38 propozycji). Opowiada o samotnym staruszku mieszkającym na Starym Rynku, który zapalał latarnie gazowe w ulicach Wronieckiej, Zamkowej i Gołębiej. Utwór wykonywała Zofia Gładyszewska.